# Kappellaine
Die Kappellaine, im Oberlauf Kappelgraben genannt, ist ein etwa 4,2 km langer, östlicher und rechter Zufluss der Ammer im oberbayerischen Landkreis Garmisch-Partenkirchen.

## Verlauf
Die Kappellaine entspringt als Kappelgraben in den Ammergauer Alpen. Ihre Quelle liegt im Gemeindegebiet von Bad Kohlgrub in der Hörnlegruppe (1496 m ü. NHN) auf dem gemeinsamen Westhang des Vorderen Hörnles (1484 m) und Mittleren Hörnles (1496 m) auf etwa 1400 m Höhe. Der Bach, der etwa 0,4 km unterhalb seiner Quelle in das Gemeindegebiet von Unterammergau übertritt, fließt in erst südwestlicher und dann westlicher Richtung. Etwa 1 km nach Unterqueren der Bundesstraße 23 und 0,5 km nach solchem der Ammergaubahn mündet die Kappellaine unterhalb des Unterammergauer Kernorts auf rund 824 m Höhe in den dort von Süden kommenden Isar-Zufluss Ammer. Ihrer Mündung südwestlich gegenüber liegt der Unterammergauer Weiler Scherenau.